# Лопазное
Лопазное — село в Сладковском районе Тюменской области России. Администратинвый центр Лопазновского сельского поселения.

## История
До 1917 года входило в состав Сладковской волости Ишимского уезда Тюменской губернии. По данным на 1926 год деревня Лопазное состояла из 193 хозяйств. В административном отношении являлась центром Лопазновского сельсовета Сладковского района Ишимского округа Уральской области.

## Население
| 2010 |
| ---- |
| 564  |

По данным переписи 1926 года в деревне проживало 1186 человек (586 мужчин и 600 женщин), в том числе: русские составляли 100 % населения.
Согласно результатам переписи 2002 года, в национальной структуре населения русские составляли 89 % из 669 чел.